# Луций Апулей Сатурнин
Вижте пояснителната страница за други личности с името Сатурнин.
Луций Апулей Сатурнин (на латински: Lucius Appuleius Saturninus; * 138 пр.н.е.; † 10 декември 100 пр.н.е.) е римски народен трибун (tribunus plebis) и представител на популарите. Той е от плебейския род Апулеи.
През 104 пр.н.е. той е квестор и наблюдава вноса на жито на пристанището Остия Антика, но е сменен от Сената с Марк Емилий Скавър, водач на групата на оптиматите. През 103 пр.н.е. става народен трибун с Гай Марий и предлага на всеки ветеран на Марий да се дадат по 100 йоха земя в Африка. Той поддържа Марий.
Сатурнин е убит от сенатори, които хвърлят керимиди от покрива на Курия Хостилия по него и привържениците му.
Дъщеря му Апулея се жени за консула Марк Емилий Лепид и е майка на едноименния триумвир.